# Paul Bogdan
Paul Bogdan (n. 3 mai 1968, Târgu Ocna) este un scriitor din România. 

## Biografie
- 1991-1996 absolvent al Institutului Teologic al Patriarhiei Armene din Ierusalim. Ordinat diacon în 1992 și preot în 1994
- 1997-2001 preot paroh al bisericilor armenești din Târgu Ocna, Focșani, Pitești, Galați și Brăila
- 2001-2016 preot paroh al bisericii armene din București
- 2001-2016 Vicar Eparhial al Arhiepiscopiei Bisericii Armene din România,
- 2006-2016 Director al editurii Zamca
- din 2002-2016 membru www.poezie.ro - senior editor

## Scrieri
- Publicat proză scurtă în cotidianele de limbă armeană "Haraci"-Paris, "Marmara"-Constantinopole
- Premiat la concursul de povestiri "Bojdeuca din Țigău" 2004

- Debut în poezie: "Poezii", volum în tandem realizat împreună cu Ioana Andreea Bogdan. 2004
- Debut în proză: Antologia concursului național "Ion Creangă" povești și povestiri
- 2005 apare în Antologie de poezie „Ultima Generație primul val” Editura Muzeul Literaturii Române
- cosemnatar al manifestului literar Boierismul
- 2006 Antologie de proză, Editura 45
- 2008, volum de teatru experimental, „Arevahar”, editura Vremea,
- 2012 Volum de poezie Exerciții de singurătate, editura Timpul
- 2014, carte de rugăciuni, „Hagigadar”, editura Zamca
- 2015 manual de limbă armeană, „Primii pași în limba armeană”, editura Vremea;
- 2018 Volum de poezie Trepte dinspre Dumnezeu, editura PIM
- Recenzii Paul Cernat, Valeria Manta Tăicuțu, Valentin Tașcu, Marius Marian Șolea, Felix Nicolau

## Merite și distincții
- 7 februarie 2004: Ordinul Prezidențial "Meritul Cultural" în grad de Ofițer, categoria G(culte)
- 18 august 2007: Fiu al Orașului Tg. Ocna